# W47T
W47T（だぶりゅーよんななてぃー）は、東芝（モバイル通信機器事業部、現・FCNT）が開発した、KDDIおよび沖縄セルラー電話のauブランドのCDMA 1X WIN（後のau 3G）対応携帯電話である。2006（平成18）年12月13日より順次発売されている。au初のトリプルバンド（L800(在来800、CDMA Band-Class 3)MHz、N800(新800、CDMA Band-Class 0)MHz、2GHz(CDMA Band-Class 6)）端末である。

## 特徴
CDMA 1X WINの上位サービス版となる「EV-DO Rev.A」に対応した世界初の端末である。au初のテレビ電話対応端末であり、テレビ電話サービスの開始に合わせて発売。テレビ電話は、他社ユーザーとも可能である。
一方機能面では、東芝製au端末としては初めてEZ FeliCaに対応（QUICPayおよびモバイルSuica等が利用可能）するほか、2006年9月に開始された「EZチャンネルプラス」、「EZニュースフラッシュ」、「LISMOビデオクリップ」などにも対応するなど、新サービスにフル対応したモデルとなっている。
反面、東芝が積極的に搭載を進めてきたBluetooth機能は省かれた。その代わりか、東芝が搭載を進めてこなかった赤外線通信機能が搭載された。ちなみにその赤外線ポートはあまり例を見ない端末側面に搭載されている。
兄弟機種としてDRAPE (W46T)がある。こちらはW47TからEZ FeliCaだけの機能を省略し、デザイナーズ携帯にアレンジしたものとなっている。au design projectの端末ではないが、同プロジェクトのコンセプトモデルを担当した坂井直樹がデザインを担当している。W47Tより少し遅れて2006年12月22日に順次発売された。
ちなみに両機種とも3Dナビには対応するものの、東芝製1X WIN対応au端末としては珍しく3Dグラフィックアクセラレータ「MOBILE TURBO T4G (TC35285)」が搭載されていない。
本体の仕様上、EZアプリの対応機種から除外されやすいので注意が必要。
2022年（令和4年）3月31日を以って3Gサービスの完全終了・完全停波により利用不可になると発表された。その後予告通りに2022年3月31日を以ってauの3Gサービス（CDMA 1X WIN）が終了・停波となったため、当端末は利用不可となった。

## 対応サービス
- au LISTEN MOBILE SERVICE
- PCサイトビューアー
- PCドキュメントビューアー
- 着うたフル
- 着うた（ハイクオリティステレオ）
- EZ・FM
- EZ FeliCa
- EZナビウォーク
- EZチャンネル
- EZアプリ (BREW) - スクウェア・エニックスの『チョコボdeモバイル』の体験版があらかじめプレインストールされている。
- LISMOビデオクリップ
- 安心ナビ
- EZチャンネルプラス
- EZニュースフラッシュ
- デコレーションメール
- 絵しゃべりメール
- テレビ電話
- au My Page

## 注
1. ↑  2012年（平成24年）7月23日より利用不可
2. ↑  「CDMA 1X WIN」サービスの終了について - KDDI 2018年11月16日